# Robert Ettinger
Robert Chester Wilson Ettinger (4. prosince 1918 Atlantic City, New Jersey – 23. července 2011 Detroit, Michigan) byl jeden ze zakladatelů a průkopníků transhumanismu, propagátor kryoniky. Inicioval a podnítil vznik kryonického hnutí, jehož podstatou je kryonická suspenze neboli zmrazení člověka a jeho znovuoživení v čase pokročilejších znalostí. Působil také jako profesor fyziky.
Vydal knihy The Prospect of Immortality (1964), Man into Superman (1972) a Youniverse (2009). Tyto se staly základní literaturou kryonického hnutí a transhumanizmu. Kniha Roberta Ettingera The Prospect of Immortality (1964) odstartovala myšlenku kryonické suspenze.

## Filozofie kryoniky
Robert Ettinger vykonával funkce prezidenta The Cryonics Institute a The Immortalist Society. V knize The Prospect of Immortality (1964) razil teorii, že medicínská technologie jde neustále kupředu a dle vědeckých objevů se chemické aktivity úplně zastaví při dostatečně nízkých teplotách. Věřil tedy, že je možné zmrazit osobu v kapalném dusíku a uchovat tak jeho tělo až do doby, kdy technologie bude dostatečně pokročilá, aby mohla opravit poškození zmrazením a znovu jej přivést k životu. Podle Ettingera tak kryonika nabízí „lístek do budoucna“.
Ettinger tvrdil, že je nutno se postarat pouze o to, aby byla těla po smrti uložena ve vhodných mrazicích rakvích, dokud nenastane doba, v níž je bude věda schopna oživit.

## Dílo
- Ettinger, Robert, CW: The Prospect of Immortality. Doubleday and Company, Inc., Garden City, NY, 1964,
- Ettinger, Robert, C. W .: Man into a Superman. ST. Martin's Press, New York, 1972,